# Promenthouse
Die Promenthouse ist ein Zufluss des Genfersees im Kanton Waadt der Schweiz. Sie entwässert einen Abschnitt des Jurasüdhangs und des Plateaus zwischen dem Genfersee und dem Jurafuss im Hinterland von Nyon und gehört zum Einzugsbereich der Rhone. Die Fläche des Einzugsgebietes der Promenthouse beträgt rund 100 km².

## Geographie
Das Gewässernetz der Promenthouse setzt sich aus vier ähnlich langen Bächen zusammen, die sich in der Ebene am Jurafuss vereinigen. Zu den Quellbächen der Promenthouse zählen die Colline (entspringt in der Combe de Créva Tsevau unterhalb von Saint-Cergue) und der Ruisseau de Cordex, der seinen Anfang am Jurahang westlich von Arzier nimmt. Unterhalb des Zusammenflusses dieser beiden Bäche wird erstmals der Name Promenthouse verwendet. Nur 2 km weiter östlich bei Gland mündet die Serine, die bei Le Vaud entspringt und unterwegs den Ruisseau de la Combe aufnimmt. Alle vier Bäche haben im Oberlauf tiefe Erosionstäler in den Jurahang gegraben.
Unterhalb der Serine-Mündung fliesst die Promenthouse nach Süden und beschreibt mehrere Mäander in einem leicht in die Umgebung eingetieften Tal. An ihrer Mündung in den Genfersee zwischen Nyon und Gland hat die Promenthouse im Lauf der Zeit einen grossen Schwemmkegel aufgeschüttet. Auf diesem Mündungsdelta befindet sich heute der Golfplatz Golf Club du Domaine Impérial.
Der von der Mündung der Promenthouse am entferntesten liegende Punkt des Gewässernetzes ist die Quelle der Serine. Das Bachsystem Serine-Promenthouse ist 16 km lang.

## Hydrologie
Die Promenthouse hat ein nivopluviales Abflussregime. Hochwasser können im Frühling während der Schneeschmelze im Jura sowie im späteren Verlauf des Jahres bei starken Gewittern oder langanhaltenden Niederschlägen auftreten. Nahe der Mündung der Promenthouse beträgt die mittlere Abflussmenge im Frühling 2 bis 5 m³/s, im Hochsommer rund 1 m³/s; über das ganze Jahr wurde ein mittlerer Abfluss von 1,7 m³/s ermittelt.

## Geschichtliches
Benannt ist die Promenthouse nach dem Weiler Promenthoux (Teil der Gemeinde Prangins), die westlich der Mündung liegt. 
Mehr oder weniger entlang der Promenthouse und der Serine zwischen dem See und dem Jurafuss verlief im Zweiten Weltkrieg eine Befestigungslinie, um die Achse Genf–Lausanne zu verteidigen. Die besondere Form der Betonblöcke dieser Panzersperre erinnert an die Toblerone-Schokolade, weshalb die Sperre den Namen La ligne des Toblerones bekam. Entlang dieser Sperre führt heute der Lehrpfad Tobleroneweg (französisch Sentier des Toblerones).

## Brücken

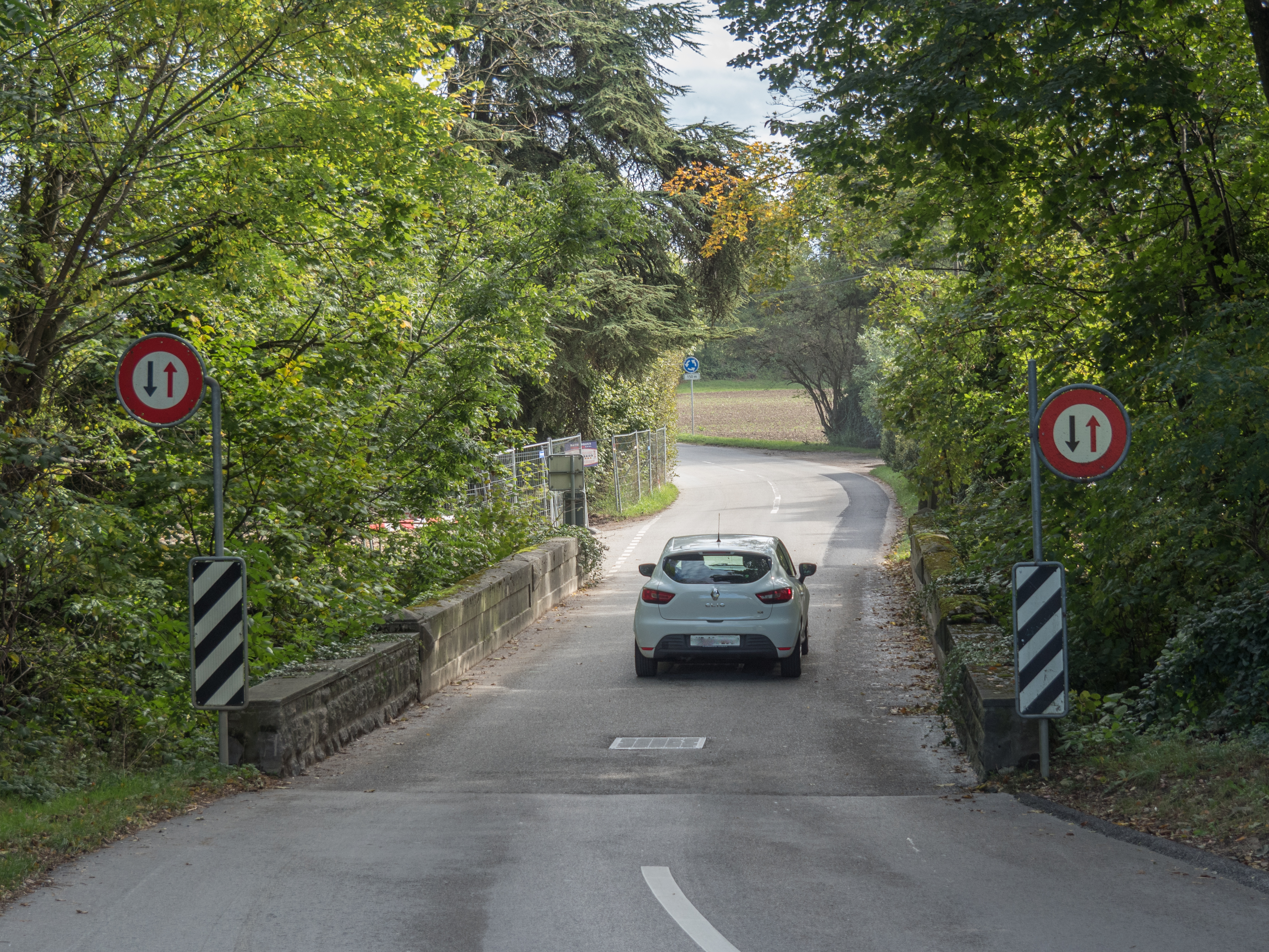
Die Steinbogenbrücke Pont-Farbel wurde 1815 erbaut.

12 Übergänge überqueren den Bach: Sechs Strassenübergänge, fünf Fussgängerbrücken und eine Eisenbahnbrücke.